# Нури ел Малики
Нури Камил Мухамед Хасан ел Малики (арап. نوري كامل محمّد حسن المالكي; Хиндија, 20. јун 1950) или Џавад ел Малики или Абу Есра, био је премијер Ирака од маја 2006. године до августа 2014. године. Реизабран је у децембру 2010. године.